# Блоха человеческая
Блоха человеческая (лат. Pulex irritans) — вид блох из семейства Pulicidae. Опасный паразит человека, собак, иногда и других животных, который является переносчиком возбудителя чумы, а также может быть промежуточным хозяином некоторых гельминтов. Встречается повсеместно.

## Описание
При длине 1,6—3,2 мм могут совершать прыжки до 30 см в высоту и до 50 см в длину. Окраска тела коричневая (от светло-коричневой до чёрно-бурой). Продолжительность жизни — до 513 дней. Опасный паразит человека и домашних животных (собак, кошек, свиней, лошадей), хищников (таких как волк, шакал, хорёк, корсак, лиса) иногда и других животных (зайцы, сурок и прочие грызуны). Переносчик возбудителя чумы, а также может быть промежуточным хозяином некоторых гельминтов (тыквовидный цепень, крысиный цепень, дирофилярии). Вызывает пуликоз.
Самки откладывают несколько сотен яиц (до 500) в щели полов, в подвалах, на чердаках, в норах и гнёздах. Фаза яйца длится 2—10 дней, развитие личинки продолжается от 8 до 202 дней, фаза куколки длится от 6 до 239 суток в зависимости от условий (весь цикл развития от яйца до выхода имаго продолжается от 16 суток до года). Длительность кровососания от нескольких секунд до 20 минут. Среднесуточная яйцевая продуктивность от 6 до 10 яиц. В тропических условиях размножаются круглый год. Личинки безногие, червеобразные, подвижные, с развитой головой, питаются разлагающимися органическими остатками, развиваются при оптимальной температуре 21—22 °C и высокой влажности и погибают от высыхания при более высокой температуре и менее чем 50 % влажности воздуха (но при 90 % влажности выдерживают температуру до 36 °C).
От других блох отличаются отсутствием грудных и головных ктенидиев (гребней, или рядов зубцов), глазная щетинка (единственная в глазном ряду) расположена ниже уровня глаз. Лапки пятичлениковые с двумя коготками. 5-й членик задних лапок несёт 4 пары боковых щетинок.
Общая продолжительность переваривания крови 5—6 часов.

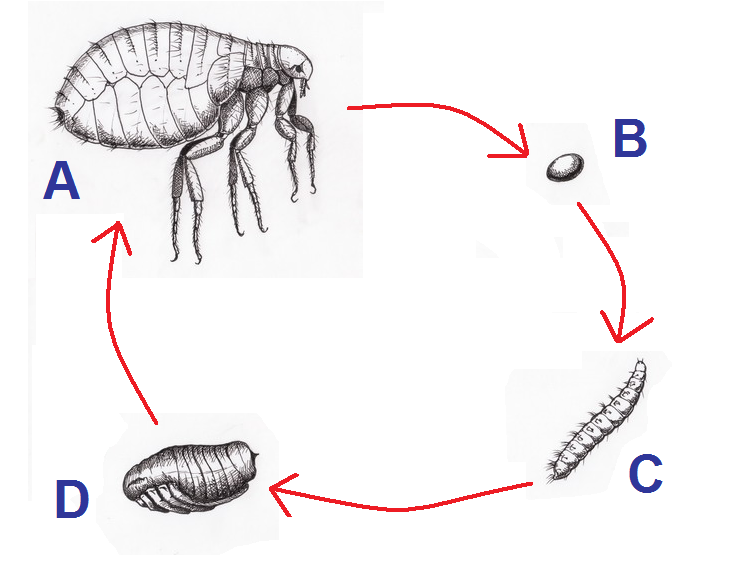
Цикл развития

## История

### У ацтеков
В своём фундаментальном произведении «Общая история дел Новой Испании» (1547—1577) Бернардино де Саагун, опираясь на сведения ацтеков о свойствах растений, привёл первые сведения о применении лекарств против человеческой блохи (аст. куалокатль), в частности о том, что:

Есть ещё одна |трава|, называющаяся мешиуитль. У неё много стебельков на одной ножке, листья — красноватые, и стебли — тоже. Дает цветы того же цвета, как у тлапальуаутли. Листья — широкие и зубчатые. Она жгучая на вкус. И измельчают листья и корень в порошок: они полезны против воспаления в паху, бубонов и клещей куалокатль, смешивают её порошок с небольшим количеством сосновой смолы терпентина, кладут на перья и приклеивают их. Растет среди магуэйев, а также в горах.

## Происхождение
Предположительной родиной вида является Южная Америка (там встречаются все остальные виды рода Pulex), где оригинальными хозяевами были пекари или морские свинки.